# Cyanea fulva
Cyanea fulva är en manetart som beskrevs av Agassiz 1862. Cyanea fulva ingår i släktet Cyanea och familjen Cyaneidae. Inga underarter finns listade i Catalogue of Life.